# Cardinalis
Cardinalis – rodzaj ptaków z rodziny kardynałów (Cardinalidae).

## Występowanie
Rodzaj obejmuje gatunki występujące w Ameryce.

## Morfologia
Długość ciała 19–23,5 cm, masa ciała samców 30,1–52 g, samic 24,4–51,5 g.

## Systematyka

### Etymologia
Nazwa rodzajowa pochodzi od epitetu gatunkowego Loxia cardinalis Linnaeus, 1758 (w średniowiecznej łacinie cardinalis – kardynał, wyższy rangą biskup Kościoła rzymskokatolickiego, który nosi szkarłatną czapkę i szaty < łacińskie cardo, cardinis – „zawias”).

### Gatunek typowy
Cardinalis virginianus Bonaparte = Loxia cardinalis Linnaeus

### Podział systematyczny
Do rodzaju należą następujące gatunki:
- Cardinalis cardinalis (Linnaeus, 1758) – kardynał szkarłatny
- Cardinalis phoeniceus Bonaparte, 1838 – kardynał pąsowy
- Cardinalis sinuatus Bonaparte, 1838 – kardynał karmazynowy